# چو چوشیائو
چو چوشیائو (چینی: 屈楚萧; پین‌یین: Qū Chǔxiāo؛ زادهٔ ۲۸ دسامبر ۱۹۹۴) بازیگر و خواننده اهل چین است. او به خاطر ایفای نقش در مجموعه تلویزیونی عشق خونین (۲۰۱۸) و فیلم علمی تخیلی زمین سرگردان (۲۰۱۹) شناخته می‌شود.

## اوایل زندگی و تحصیلات
چو چوشیائو در سال ۲۰۱۷ از آکادمی مرکزی تئاتر با مدرک کارشناسی فارغ‌التحصیل شد.